# 小山田浩定
小山田 浩定（おやまだ ひろさだ、1940年9月29日 - ）は、日本の実業家。総合メディカル創業者。元総合メディカル代表取締役社長、現相談役（2020年10月現在）。

## 人物・来歴
東京都葛飾区亀有生まれ。東京大空襲後、鹿児島県に疎開し、日本の降伏後、宮崎県都城市に転居した。1959年宮崎県立都城泉ヶ丘高等学校卒業。1961年三共（現第一三共）に入社した。その後1971年に入社した日医リースを経て、1978年総合メディカル設立、専務取締役就任。
1980年同社代表取締役専務。1990年同社代表取締役社長。2004年同社代表取締役会長。2012年同社取締役相談役。2017年同社相談役。
2002年社団法人九州・山口経済連合会（現一般社団法人九州経済連合会）評議員（現審議員）（～2006年）
2004年日本保険薬局協会（現一般社団法人日本保険薬局協会）設立時に総務委員長
2004年社団法人日本経済団体連合会（現一般社団法人日本経済団体連合会）評議員（現審議員）（～2013年）
2007年在福宮崎県人会会長
2009年福岡ベンチャークラブ会長
2009年在福岡スペイン国名誉領事館名誉領事（～2017年）
2011-2012年度国際ロータリー第2700地区ガバナー
2012年ピエトロ創業者村田邦彦、ふくや川原正孝、古賀マネージメント総研古賀光雄らと福岡市創業者応援ファンドを設立